# Качотта
Качотта ( Caciotta) — итальянский полумягкий сыр. Производится в основном в центральной Италии, в регионах Тоскана, Марке, Лацио, в меньших объёмах вырабатывается в других регионах. В местности Урбино (регион Марке) производят разновидность сыра под названием Caciotta d’Urbino, который имеет категорию DOP.

## Технология производства
Для производства сыра могут использовать молоко коров, буйволов, коз, овец. Выдержка сыра длится от нескольких дней до 2 месяцев. Иногда сыры выдерживают дольше. Головы сыра небольшие, от 0,5 до 2 кг.

## Характеристика
В зависимости от производителя сильно варьирует как по консистенции, так и по составу — в качотту добавляют специи, душистые травы, орехи, каперсы, трюфель и т. п. Текстура сыра эластичная, плотная, «глазки», как правило, отсутствуют. Цвет беловато-сероватый или желтоватый. Сыр имеет выраженный аромат и сладковатый сливочный вкус. Сыры выдержанные более 2 месяцев имеют острый вкус.

## Употребление
Употребляют как самостоятельное блюдо и для изготовления бутербродов. Хорошо плавится и поэтому используется для приготовления различных блюд. Хорошо сочетается с белым вином.